# Aleksiej Wachonin
Aleksiej Iwanowicz Wachonin (ros. Алексей Иванович Вахонин; ur. 10 marca 1935 w Gawriłowce, obwód kemerowski, zm. 1 września 1993 w Szachtach) – radziecki sztangista, złoty medalista olimpijski, wielokrotny mistrz świata oraz Europy w podnoszeniu ciężarów.

## Biografia
Podnoszeniem ciężarów zajął się w 1956, a rozgłos zyskał w 1961, po zdobyciu pierwszego z sześciu tytułów mistrza ZSRR w wadze koguciej. W swojej karierze zdobył złoto olimpijskie w 1964, był trzykrotnym mistrzem świata (w latach 1963, 1964, 1966) i trzykrotnym mistrzem Europy (w latach 1963, 1965, 1966) oraz zdobył brąz na mistrzostwach Europy w 1968. Na mistrzostwach ZSRR zdobył sześć złotych (1961–1964, 1966, 1967) i cztery srebrne (1965, 1968–1970) medale. Ustanowił również sześć rekordów świata: pięć w podrzucie i jeden w dwuboju. Po zakończeniu kariery sportowej pracował jako trener podnoszenia ciężarów w Szachtach. Zmarł w 1993. Od 1994 w Szachtach odbywa się turniej na jego cześć.

## Starty olimpijskie
- Tokio 1964 –  złoty medal (waga kogucia)

## Mistrzostwa świata
- Sztokholm 1963 –  złoty medal (waga kogucia)
- Tokio 1964 –  złoty medal (waga kogucia) – mistrzostwa rozegrano w ramach zawodów olimpijskich
- Berlin 1966 –  złoty medal (waga kogucia)

## Mistrzostwa Europy
- Sztokholm 1963 –  złoty medal (waga kogucia)
- Sofia 1965 –  złoty medal (waga kogucia)
- Berlin 1966 –  złoty medal (waga kogucia)
- Leningrad 1968 –  brązowy medal (waga kogucia)